# Švedlár
Švedlár (allemand : Schwedler) est un village de Slovaquie situé dans la région de Košice.

## Histoire
La première mention écrite du village date de 1338.

## Démographie

### Évolution de la population
| Année:               | 1994. | 2004.    | 2014.   | 2024. |
| -------------------- | ----- | -------- | ------- | ----- |
| Nombre de personnes: | 1679  | 1975     | 2087    | 2087  |
| Différence:          |       | +17,62 % | +5,67 % | +0 %  |

| Année:               | 2023. | 2024.   |
| -------------------- | ----- | ------- |
| Nombre de personnes: | 2102  | 2087    |
| Différence:          |       | -0,71 % |